# Anthodiscus chocoensis
Anthodiscus chocoensis (ajo negro) é uma árvore nativa da Colômbia, do Panamá e da Costa Rica. Espécie da família das Caryocaraceae, não ocorre naturalmente no Brasil.
Sendo uma árvore de grande porte chega até 35-40 m de altura, habitando florestas tropicais de planície, nos locais de até 500 m de altitude.